# 雅各布·揚

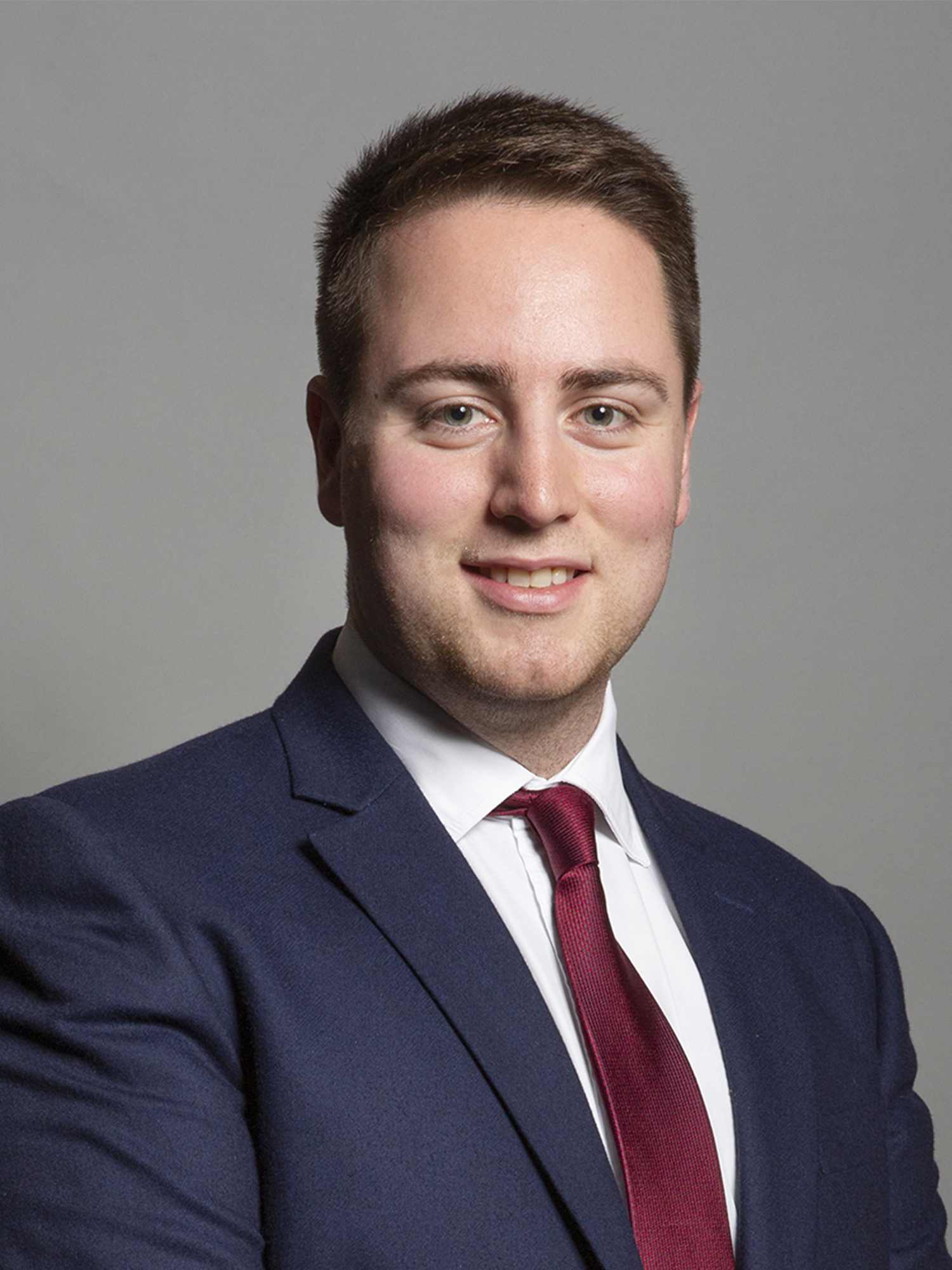

雅各布·揚（英語：Jacob Young；1993年2月2日—）是英國的一位政治家，所屬政黨是保守黨。他在2019年英國大選中當選雷德卡的議員。